# Челющевичи (Петриковский район)
Челющевичи (бел. Чалюшчавічы) — агрогородок, центр Челющевичского сельсовета Петриковского района Гомельской области Республики Беларусь. Около агрогородка расположена высшая точка района.

## География

### Расположение
В 40 км на северо-восток от Петрикова, 23 км от железнодорожной станции Птичь (на линии Лунинец — Калинковичи), 184 км от Гомеля.

### Гидрография
Через деревню проходит мелиоративный канал, соединённый с рекой Птичь.

## Транспортная сеть
На автодороге Комаровичи — Копаткевичи. Планировка состоит из 3 прямолинейных близкой к широтной ориентации улиц, соединённых переулками и застроенных двусторонне преимущественно деревянными усадьбами.

## История
По письменным источникам известна с XVI века как село на дороге Петриков — Бобруйск, в Мозырском повете Минского воеводства Великого княжества Литовского.
После 2-го раздела Речи Посполитой (1793 год) в составе Российской империи. В 1834 году владение помещика Левановского, который в 1876 году владел 795 десятинами земли. Действовала Михайловская церковь (в ней хранились метрические книги с 1830 года). В 1838 году вместо обветшавшего построено новое деревянное (на кирпичном фундаменте) здание церкви (сгорело в 1900 году). Среди церковных вещей обращал на себя внимание перламутровый крест, привезённый из Палестины. В 1886 году работал дегтярный завод. Согласно переписи 1897 года действовал хлебозапасный магазин. По соседству находился одноимённый фольварк с винокурней. В 1905 году открыта школа, которая размещалась в наёмном крестьянском доме, а в 1907 году для неё построено собственное здание. В 1908 году в Копаткевичской волости Мозырского уезда Минской губернии.
С 20 августа 1924 года центр Челющевичского сельсовета Копаткевичского, с 8 июля 1931 года Петриковского, с 12 февраля 1935 года Копаткевичского, с 25 декабря 1962 года Петриковского районов Мозырского (до 26 июля 1930 года и с 21 июня 1935 года по 20 февраля 1938 года) округа, с 20 февраля 1938 года Полесской, с 8 января 1954 года Гомельской областей.
В 1930 году организован колхоз, работали кузница и винокурня. Во время Великой Отечественной войны партизаны разгромили опорный пункт, созданный в деревне немецкими оккупантами. В июне 1942 года каратели полностью сожгли деревню и убили 203 жителя. 149 жителей погибли на фронте. В 1974 году к деревне присоединена деревня Заречка. Центр совхоза «Челющевичи». Работают средняя школа, Дом культуры, библиотека, детские сад-ясли, фельдшерско-акушерский пункт, отделение связи, швейная и сапожная мастерские, детский сад, столовая, 2 магазина.
В состав Челющевичского сельсовета входили деревни до 1974 года — Заречка, до 1995 года — Перебитая Гора (в настоящее время не существуют).

## Население

### Численность
- 2004 год — 286 хозяйств, 643 жителя.

### Динамика
- 1816 год — 30 дворов.
- 1834 год — 130 жителей.
- 1850 год — 213 жителей.
- 1868 год — 32 двора, 276 жителей.
- 1886 год — 47 дворов, 324 жителя.
- 1897 год — 108 дворов 513 жителей (согласно переписи).
- 1908 год — 593 жителя.
- 1917 год — 684 жителя.
- 1921 год — 153 двора, 815 жителей.
- 1940 год — 268 дворов, 1210 жителей.
- 1959 год — 327 жителей (согласно переписи).
- 2004 год — 286 хозяйств, 643 жителя.

## Известные уроженцы
- Нина Мазай (1950—2019) — заместитель Председателя Совета Министров БССР, заместитель министра иностранных дел Республики Беларусь, посол Беларуси во Франции и Канаде.